# Islands Altings Besøg i København
Islands Altings Besøg i København je dánský němý film z roku 1906. Režisérem je Peter Elfelt (1866–1931). Film trvá zhruba 7 minut.

## Děj
Film zachycuje návštěvu členů islandského Altingu v Dánsku. Mimo jiné je vidět příjezd a odjezd s lodí Botnia a návštěva zámku Fredensborg.